# 林兆恩墓
林兆恩墓，位于中国福建省莆田市城厢区华亭镇苦溪村后角石门山，为一个省级文物保护单位，类型为古墓葬，为第三批福建省文物保护单位，公布时间为1991年4月17日。
林兆恩墓的历史年代为明。